# Roulette
「Roulette」（ルーレット）は、日本のロックバンド・L'Arc〜en〜Cielのベーシスト、tetsuyaがTETSUYA名義で発表した通算6作目のシングル。2010年5月19日発売。発売元はKi/oon Records。

## 解説
前作「Can't stop believing」から約3年ぶりとなる2010年第1弾シングル。2009年12月1日に、アーティスト名義をtetsuからtetsuyaへ変更したことに伴い、ソロワークスの際に使う名義もtetsuからTETSUYAに変更されており、本作が初のTETSUYA名義のソロ作品となった。
表題曲「Roulette」は、エレクトロなサウンドとポップなメロディが印象的な楽曲に仕上げられている。この曲の原型は本作発売の4〜5年前から存在しており、2009年にMAVERICKが主催したライヴイベント「JACK IN THE BOX 2009 SUMMER」で初めて披露されている。また、この曲は、TETSUYAがソロ名義で開催するライヴのセットリストに、必ずと言っていいほど組み込まれる定番曲となっている。また、ライヴで披露した際は、曲名を表すように、TETSUYAが観客とともにタオルを回すパフォーマンスを行うことが多い。TETSUYAは本作発売当時に受けたインタビューで、この曲について「歌詞を書いている時に、ちょうどサビに“ルーレット”って言葉がハマって。なんかライヴでタオルを回してるイメージが浮かんだんです。実際、ステージで回したらすごくノリやすいし。今年の1月の代官山UNIT（「PREMIUM NIGHT PARTY “TETSUYA DE 徹夜”〜平日でゴメンネ!!〜」）や、恵比寿LIQUIDROOM（「PREMIUM NIGHT」）なんて、リリース前の曲なのに一番盛り上がって。すごくパワーを持ってる曲だなって。この曲は、演奏する度にどんどん育っていきましたね」と述べている。
なお、この曲は2011年1月に発表した2ndアルバム『COME ON!』にアルバムバージョンとして収録されている。シングルバージョンから録り直しは行われていないが、アルバムバージョンでは、曲の最後に入っていたハイハットシンバルの音がカットされている。
カップリングには、前作の表題曲「Can't stop believing」のリミックスバージョンが収録されている。なお、リミックスは、音楽ユニットのRYUKYUDISKOが手掛けている。
本作は、初回生産限定盤（CD+DVD）、通常盤（CD）の2形態で発売されている。初回生産限定盤には「Roulette」のミュージック・ビデオを収録したDVDと「ヒーローマン 描き下ろしワイドキャップステッカー Roulette Version」が付属されている。

## 収録曲
| #  | タイトル                                    | 作詞    | 作曲    | 編曲/リミックス           | 時間 |
| -- | ------------------------------------------- | ------- | ------- | ------------------------- | ---- |
| 1. | 「Roulette」                                | TETSUYA | TETSUYA | TETSUYA・室姫深（編曲）   | 4:00 |
| 2. | 「Can't stop believeing RYUKYUDISKO REMIX」 | TETSUYA | TETSUYA | RYUKYUDISKO（リミックス） | 4:19 |
| 3. | 「Roulette -Instrumental-」                 |         | TETSUYA | TETSUYA・室姫深（編曲）   | 3:58 |

## 初回生産限定盤DVD
1. Roulette（Music Clip）
ディレクター：柿本ケンサク
2. HEROMAN（トレーラー映像Roulette Version）

## 参加ミュージシャン
- Roulette
  - TETSUYA：Bass, Vocal, Backing Vocal & Guitar
  - 室姫深：Guitar, Guitar Solo, Keyboards & Programming
  - 村石雅行：Drums

## 収録アルバム
- 『COME ON!』（#1,アルバムバージョン）

## タイアップ
Roulette
- テレビ東京系アニメ『HEROMAN』第1期（第1話 - 第12話）オープニングテーマ
- テレビ北海道系番組『遊びなDJサタデー』5月度エンディングテーマ